# 永兴镇 (凉城县)
永兴镇，是中华人民共和国内蒙古自治区乌兰察布市凉城县下辖的一个乡镇级行政单位。

## 历史
历史悠久。汉曾建县，魏置参合县，县城皆在此处。清初为察哈尔镶蓝旗牧地，并设有宁朔卫，后改为宁远厅，设朔平府理事通判。民国时期称田家镇，为凉城县政府所在地，俗称旧凉城。1937年9月21日，关东军察哈尔派遣兵团一部在长谷川指挥下进攻凉城县旧县城田家镇，晋军骑兵第二师师长彭毓斌率骑兵第六团抵抗，9月23日日军攻入田家镇，制造了“田家镇惨案”，杀害居民299人。因破坏严重，人口锐减，1948年凉城解放后，县城迁往新堂镇。中华人民共和国建国后，田家镇改称永兴镇。

## 行政区划
永兴镇下辖以下地区：
花家窑村、板城村、北棚村、兰麻窑村、石嘴子村、缸房窑村、永兴村、水泉村、多纳苏村、三庆村和韩家棚村。